# Lac Parsifal
Pour les articles homonymes, voir Parsifal.
Le lac Parsifal est un lac de l'île principale des îles Kerguelen, dans les Terres australes et antarctiques françaises (TAAF). Il est situé sur le plateau Central à 126 mètres d'altitude.